# José Manuel López López

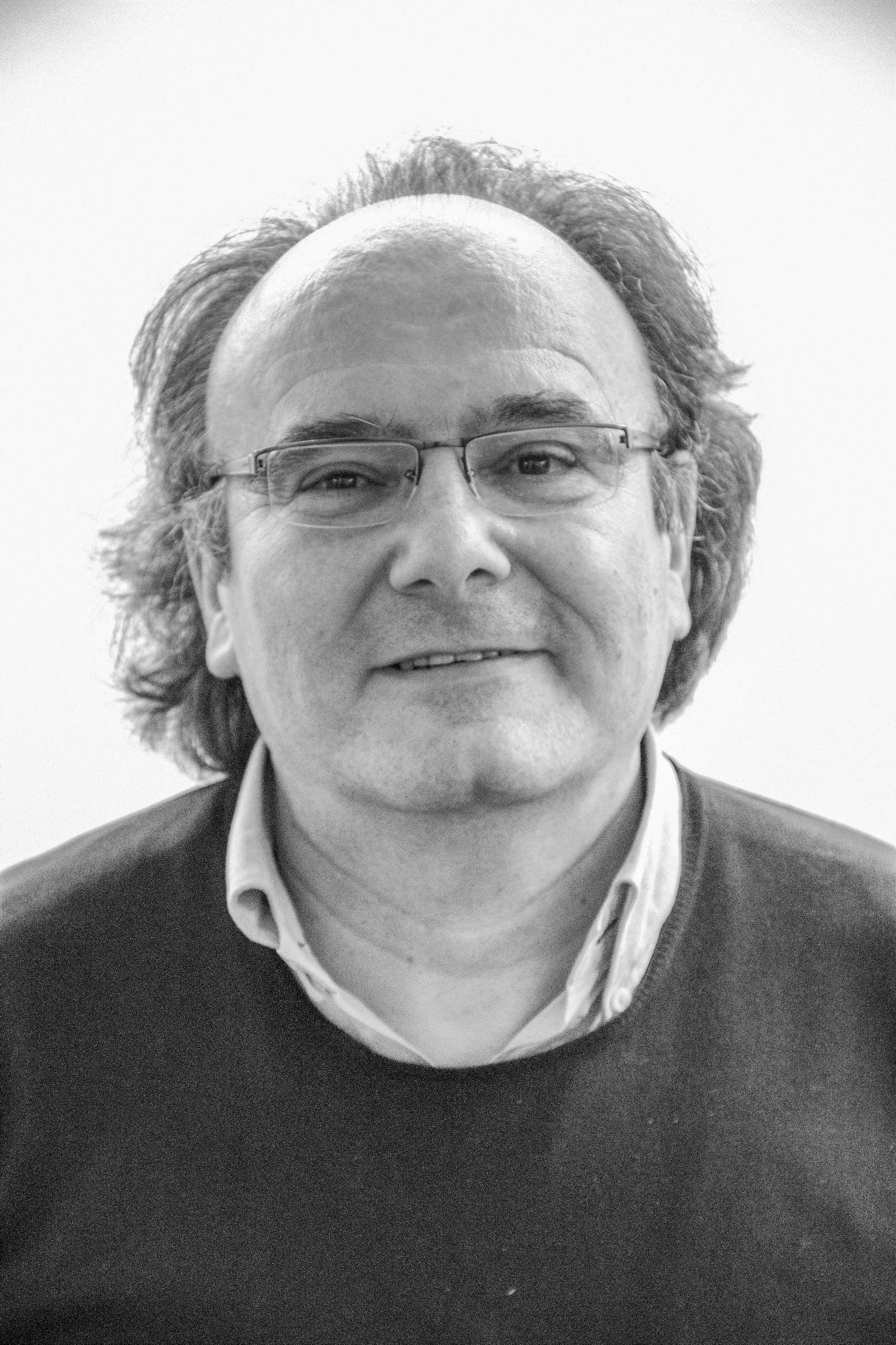
José Manuel López López, März 2013

José Manuel López López (* 1956 in Madrid) ist ein spanischer Komponist neuer Musik.
López studierte in Madrid Klavier, Komposition und Dirigieren. Anschließend studierte er Musikwissenschaft in Paris.
1997 erhielt er das Stipendium der spanischen Akademie der schönen Künste in Rom.
José-Manuel López-López hat eine Professur an der Universität Paris VIII inne und wurde 2007 zum  künstlerischen Direktor des Auditorio Nacional de musica in Spanien ernannt.
Am 19. Juni 2003 wurde in Dijon sein  17 Minuten langes Werk für Violine und Ensemble Le parfum de la lune uraufgeführt.